# Télescope Marseille-Lyon de 1 mètre
Le télescope Marseille-Lyon de 1 mètre est un télescope, situé au mont Djaogari au Burkina Faso, à l'ouest de l'Afrique. Il était précédemment situé à 2 375 mètres d'altitude, au nord du Chili, dans le désert d'Atacama, à l'observatoire de La Silla, puis en 2009, il fut déplacé. Il était anciennement situé en France, entre les villes de Marseille et de Lyon, et a été déplacé dans les années 1970 au Chili pour profiter des conditions météorologique du site chilien, tandis que son ancien emplacement fut empêché d'observation à cause de l'importante présence de pollution lumineuse dans la région.     

## Histoire
Le télescope fut initialement construit avant les années 1970, par des équipes de Marseille et Lyon, et entre ces deux villes, en France. En cause de l'apparition de la forte pollution lumineuse dans la région, en raison de l'activité industrielle, le télescope fut déplacé à l'observatoire de La Silla, au Chili, site qui ne subit pas les effets de la pollution lumineuse, et qui profite en plus d'excellentes conditions météorologiques. Après son arrivée en 1970 à La Silla, le télescope se situait à côté du télescope Danois de 1,54 mètre, et servit d'instrument de photométrie et d'observation des supernovas s'étant produites à des distances relativement proches.

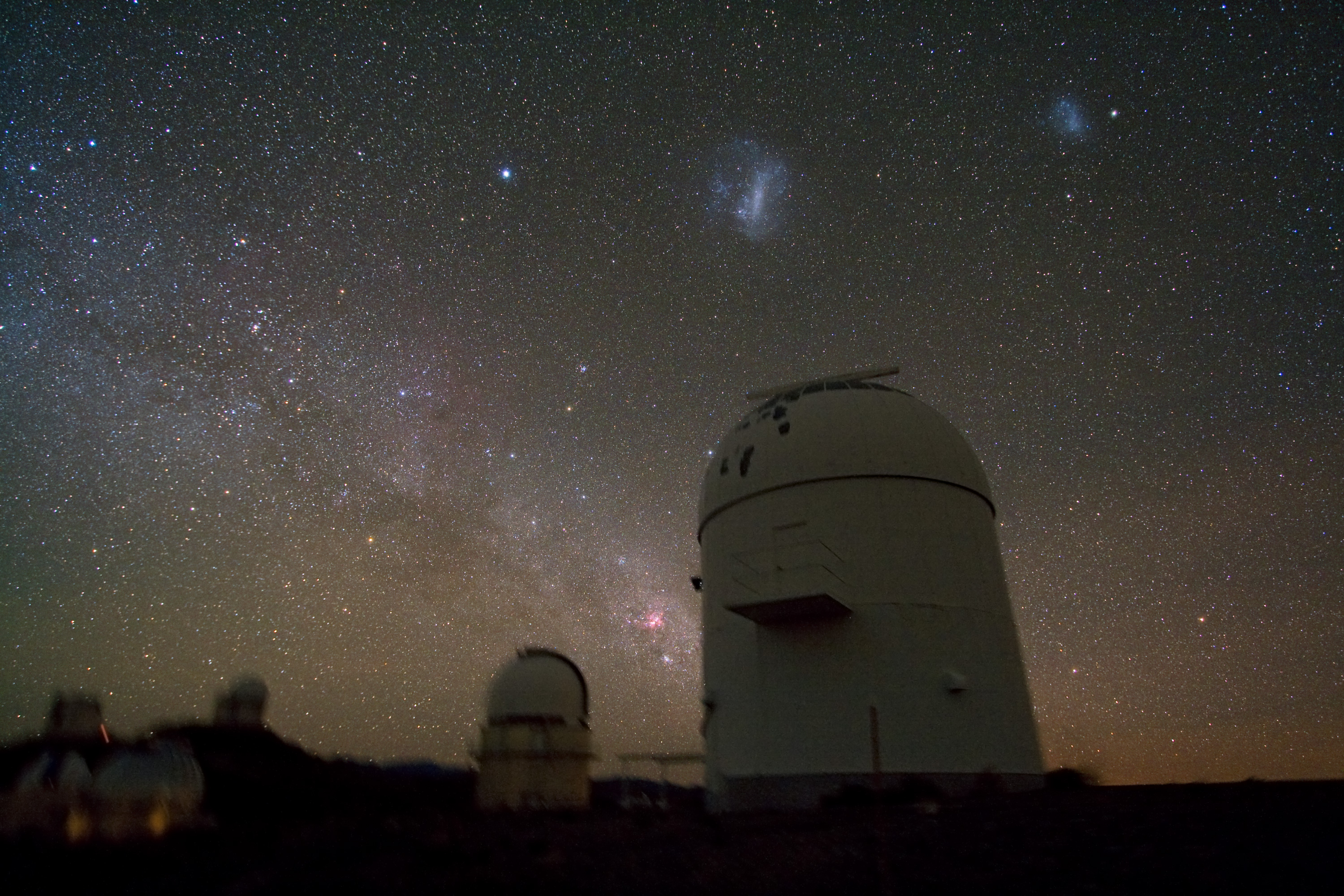
Le dôme du télescope Marly, à côté du Danois de 1,5 mètre, à l'observatoire de La Silla.

En France, il était géré par des équipes scientifiques marseillaises et lyonnaises, qui lui donneront le nom du Marseille-Lyon de 1 mètre, abrégé en Marly 1 mètre par la suite. En 1999, une équipe de l'Observatoire Européen Austral (ESO) émet l'hypothèse que le télescope Marly pourrait servir d'instrument de photométrie dans le cadre du deuxième projet Expérience pour la Recherche d'Objets Sombres (EROS 2), opéré par le Centre National de la Recherche Scientifique. Il effectua des observations astronomiques jusqu'en 2002, quand l'ESO décida de le déplacer en 2009 sur le mont Djaogari au Burkina Faso, à l'ouest de l'Afrique, pour permettre l'installation d'un futur télescope à son emplacement. Il est maintenant utilisé à des tâches de photométrie.

## Performances optiques
L'optique actuelle de Marly a une grande ouverture et est donc utilisée au Burkina Faso pour des observations photométriques. À son emplacement actuel, le télescope a subi des modifications depuis son déplacement à La Silla. Le télescope Marly avait à l'origine une ouverture de focale f/8, et a été augmenté pour le programme EROS 2, avec un réducteur de focale d'ouverture de f/5. Cette nouvelle configuration a résulté en l'installation d'une caméra de dernière génération.Son miroir primaire mesure 0,98 mètre de diamètre, avec un miroir secondaire de 0,48 mètre, tous deux construits en Zerodur. Il est construit sous un dôme classique, avec une configuration de Ritchey-Chrétien, monté sur une monture équatoriale. À La Silla, il fit sa première lumière le 24 juin 1996.

## Instrumentation

Le télescope et son instrumentation en 2007.

Grâce à sa nouvelle configuration, une caméra, utilisant une mosaïque de capteurs photographiques CCD, et une roue à filtres couvrant un gamma de longueurs d'onde allant de l'ultraviolet à l'optique, a été installée sur le télescope. La taille d'un pixel est de 0,6 seconde d'arc. Un test a montré que le dôme rend la vision du télescope plus petite, de 0,8 arcsec sur l'axe optique et que le champ du l'instrument était donc plus performant que prévu.
Grâce à sa caméra, le télescope peut produire l'observation d'une supernova, s'étalant sur plus de 80 jours après sa découverte. Ce long suivi permet de caractériser son évolution et de déterminer la plupart des caractéristiques de l'évènement observé. Il a notamment, entre 1990 et 1994, observé SN 1990N, 7 jours avant et après son apparition et SN 1994D, 3 jours après sa détection, ce qui a permis de définir les caractéristiques du progéniteur des évènements, deux naines blanches.

## Découvertes
Grâce au télescope Marly, le deuxième projet EROS a pu découvrir plus de 70 supernovas, pendant une période où la recherche sur les supernovas était active. Le taux moyen de découverte par Marly est d'une supernova pour 2 heures d'observation avec le télescope, correspondant à l'attente du projet EROS. Avant 1999, les supernovas découvertes étaient accessibles au public sur le Web et étaient signalées dans les télégrammes de l'Union Astronomique Internationale. 
Le faible retour scientifique de cette procédure a convaincu la collaboration du premier projet EROS de travailler dans le cadre d'une collaboration plus large, qui finira par l'adhésion du télescope Marly au projet pour profiter de sa large fenêtre d'observation. Le choix du télescope Marly fut retenu pour le deuxième projet, mais celui-ci aidera aussi à la recherche de microlentilles gravitationnelles. Le suivi de supernovas dans le ciel a également permis de caractériser leurs progéniteurs, notamment SN 1990N, et SN 1994D, et de faire de nombreuses découvertes quant aux caractéristiques des supernovas de type Ia (thermonucléaire) et des supernovas de type II (à effondrement de cœur).